# OH 24

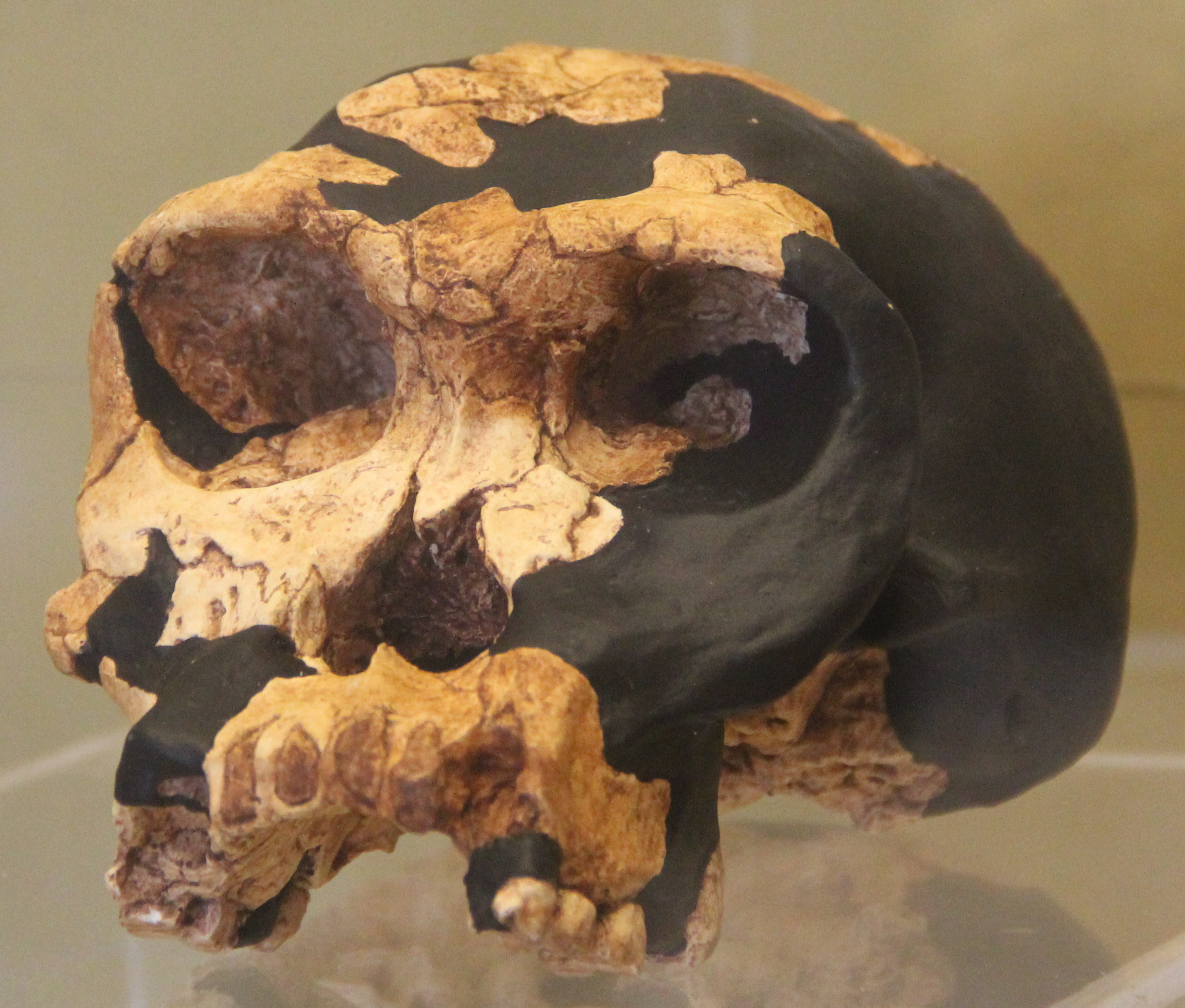
Schädel OH 24 (Nachbildung). Die schwarzen Teile sind Ergänzungen von verloren gegangenen Knochen.

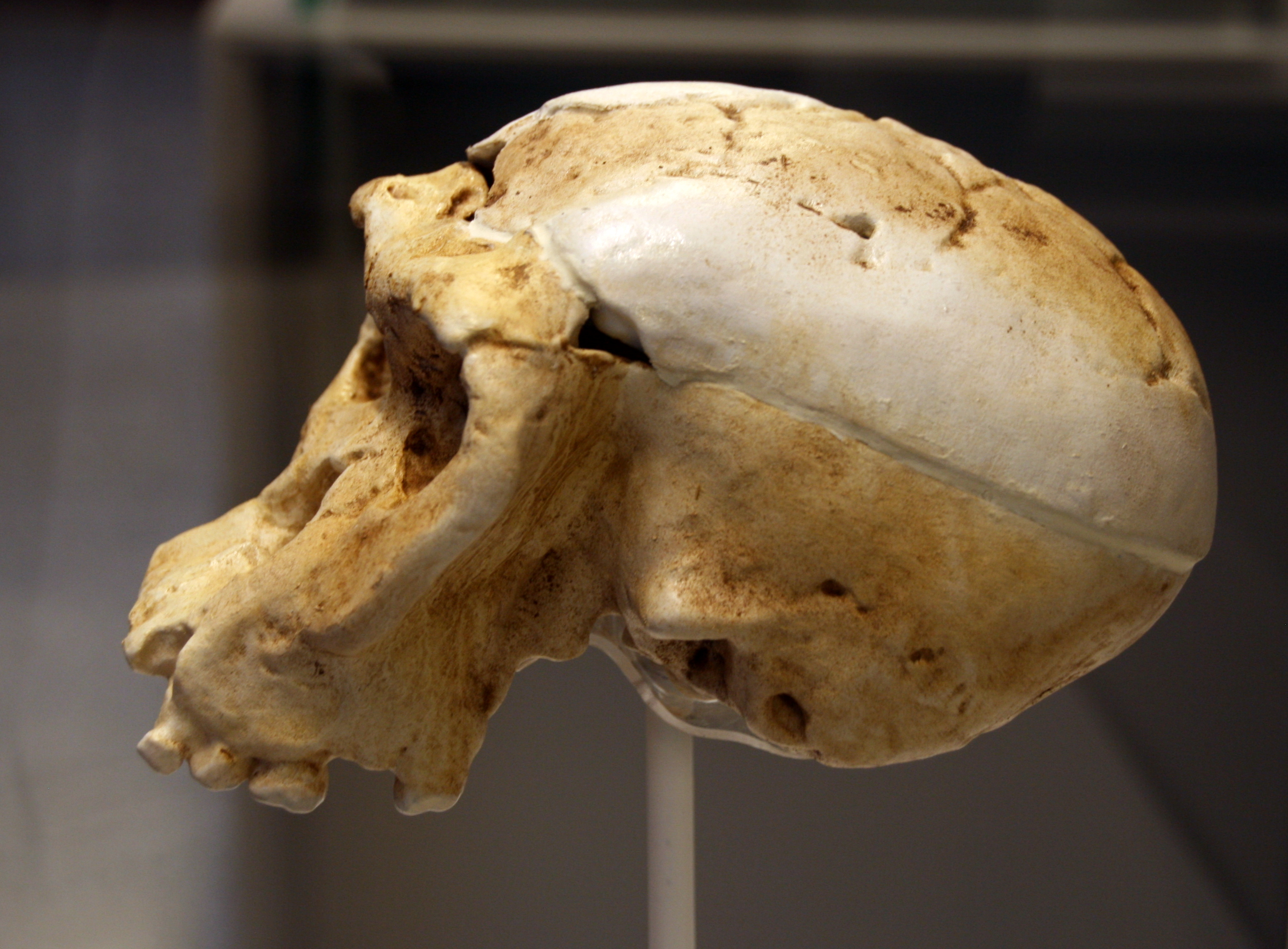
Nachbildung von OH 24 in seitlicher Ansicht. Deutlich zu erkennen ist die vorspringende Schnauze (Prognathie)

OH 24 ist die wissenschaftliche Bezeichnung für den Schädel eines erwachsenen weiblichen Individuums von Homo habilis, der im Oktober 1968 in Tansania entdeckt wurde. OH 24 steht für Olduvai hominid Nr. 24, das 24. in der Olduvai-Schlucht entdeckte hominine Fossil. Der Fund wurde auf ein Alter von 1,845 bis 1,865 Millionen Jahre datiert und erstmals 1971 von Mary Leakey, Louis Leakey und Ronald J. Clarke wissenschaftlich beschrieben. Abweichungen seiner Gestalt von bereits zuvor entdeckten Fossilien von Homo habilis wurden als Hinweis auf einen ausgeprägten Sexualdimorphismus dieser Art interpretiert.

## Entdeckung und Bedeutung
OH 24 gilt als der älteste Fund eines fossilen Schädels aus der Olduvai-Schlucht und – nach OH 5 – als der zweitvollständigste Schädelfund aus dieser Fundstätte. Er wurde von Peter Nzube als Oberflächenfund entdeckt, der infolge von Bodenerosion aus einem Hang der Fundstelle DK East teilweise herausgewittert war und anhand des freigelegten Bereichs um das Foramen supraorbitale und des hinteren Teils des Gaumens von ihm als hominin erkannt wurde. Die erhaltenen Knochen waren in Kalkstein eingebettet, im Verlauf der Fossilisation nahezu flach übereinander gepresst und zudem in viele Dutzend Einzelteile zerbrochen worden. Erst nachdem Ronald J. Clarke die Knochen mit feinem Werkzeug vorsichtig vom Kalkstein befreit und den Schädel rekonstruiert hatte, erwies er sich als wichtiger Fund, durch den Homo habilis neben Homo rudolfensis als zweite frühe Art der Gattung Homo in Fachkreisen endgültig anerkannt wurde. Allerdings kann auch nach der Rekonstruktion des Schädels das Gehirnvolumen nur geschätzt werden (knapp 600 cm³), da viele Fragmente durch den früher auf ihnen lastenden Druck des Gesteins deformiert wurden. Nachvollziehbar ist jedoch, dass OH 24 eine deutliche Prognathie aufweist, die charakteristisch ist für Homo habilis; sie ist jedoch weniger stark ausgeprägt als bei Australopithecus africanus und fügt sich daher – ebenso wie die im Vergleich dünneren Schädelknochen – in den evolutiven Trend zur Rückbildung der Prognathie im Übergang von Australopithecus zu Homo ein. Eine detaillierte Beschreibung des Schädels veröffentlichte 1991 Phillip Tobias.
Von OH 24 blieben auch vier große Backenzähne (beidseits M1 und M3) erhalten. Die beiden Weisheitszähne (M3) waren zwar bereits durchgebrochen, zeigen aber keine Spuren von Abnutzung. Daraus kann geschlossen werden, dass die Besitzerin der Zähne als junge Erwachsene zu Tode kam.
Verwahrort des Schädels ist das National Museum and House of Culture in Daressalam, Tanzania.

## Belege
1. 1 2   Eintrag OH 24 in Bernard Wood (Hrsg.): Wiley-Blackwell Encyclopedia of Human Evolution. 2 Bände. Wiley-Blackwell, Chichester u. a. 2011, ISBN 978-1-4051-5510-6.
2. ↑  Mary Leakey, Ronald J. Clarke und Louis Leakey: New Hominid Skull from Bed I, Olduvai Gorge, Tanzania. In: Nature. Band 232, 1971, S. 308–312, doi:10.1038/232308a0.
3. 1 2  OH 24 auf humanorigins.si.edu.
4. ↑  Donald Johanson und Blake Edgar: Lucy und ihre Kinder. 2. aktualisierte und erweiterte Auflage. Elsevier Verlag, München 2006, S. 184, ISBN 978-3-8274-1670-4.
5. ↑  Phillip Tobias: Olduvai Gorge. Volume 4: The skulls, endocasts and teeth of Homo habilis. Cambridge University Press, Cambridge/New York 1991, ISBN 0-521-75886-6.